# Либідь (поїзд)
«Либідь» — колишній фірмовий потяг № 54/53 міждержавного сполученням Київ — Санкт-Петербург. Потяг формування Південно-Західної залізниці. Названий на честь сестри трьох легендарних засновників Києва (Кия, Щека і Хорива) — Либеді.

## Історія
Потяг № 11/12 Санкт-Петербург — Київ з'явився з 1963 року.  
Став фірмовим з 1967 року.
З 1979 року змінив номер на №53/54.
Потяг «Ладога» вирушив в перший рейс 2005 року.
З 2009 року склад потяга «Ладога» скасований. Залишились 2 склади "Либідь". Остаточно скасований у березні 2020 року через пандемію коронавірусу.

## Інформація про курсування
З 26 травня 2013 року змінена процедура митного та паспортного контролю, яка проводиться на території України. Митний контроль пасажири проходять на ділянці Чернігів — Горностаївка, за рахунок чого час в дорозі скоротився на 45 хвилин, а на території Білорусі — на станціях Терюха і Гомель-Пасажирський.
На маршруті руху потяг зупиняється в таких найбільших містах, як Чернігів, Гомель, Могильов I, Вітебськ.
Раніше потяг курсував щоденно як одне ціле Київ — Санкт-Петербург без причіпних груп вагонів безпересадкового сполучення. Через відсутність достатнього пасажиропотоку в потязі було зменшено кількість вагонів, а потім переведено на курсування через день, внаслідок російської збройної агресії проти України і зростання курсу швейцарського франка, в якому обраховується вартість квитків.
| Розклад руху потяга «Либідь» з 09.12.2018 | Розклад руху потяга «Либідь» з 09.12.2018 | Розклад руху потяга «Либідь» з 09.12.2018 | Розклад руху потяга «Либідь» з 09.12.2018 | Розклад руху потяга «Либідь» з 09.12.2018 |
| Час прибуття                              | Час відправлення                          | Станція                                   | Час прибуття                              | Час відправлення                          |
| ----------------------------------------- | ----------------------------------------- | ----------------------------------------- | ----------------------------------------- | ----------------------------------------- |
| —                                         | 12:45                                     | Київ-Пасажирський                         | 12:57                                     | —                                         |
| 12:21                                     | —                                         | Санкт-Петербург-Вітебський                | —                                         | 16:10                                     |

Потяг «Либідь» курсує цілий рік, через день. З Києва відправляється по непарним, з Санкт-Петербургу — по парним числам місяця. Час в дорозі з Києва до Санкт-Петербургу складає майже 22 години.

## Склад потяга
Через відсутність достатнього пасажиропотоку в потязі було зменшено кількість вагонів.
В складі потяга «Либідь» № 54/53 Київ — Санкт-Петербург 8 фірмових вагонів, які сформовані у вагонному депо Київ Південно-Західної залізниці (№ 5—12):
- купейних — 3;
- плацкартних — 4;
- вагон класу «Люкс» — 1.

Купейні вагони виробництва України (Крюківського вагонобудівного заводу) обладнані кондиціонерами. Купе деяких вагонів обладнані ж/к телевізорами.
З 19 червня 2015 року курсує з групою вагонів безпересадкового сполучення. В складі потяга № 143/144 Харків — Санкт-Петербург налічується 4 нефірмових вагонів Південної залізниці (№ 14—17):
- купейних — 2;
- плацкартних — 2.

До весни 2014 року був двогрупним потягом Донецьк, Харків — Санкт-Петербург, незабаром маршрут потяга було скорочено до Харкова через російську збройну агресію на Донбасі і прямував через Москву-Курську з виходом на лінію Москва — Санкт-Петербург.
З 11 травня по 16 червня 2015 року курсував окремим потягом до Санкт-Петербурга через день однією ниткою потяга «Либідь».
Група безпересадкових вагонів Дніпро — Санкт-Петербург складається з двох нефірмових вагонів Придніпровської залізниці (№ 31, 32), які курсують з потягом «Славутич» № 115/116 сполученням Бердянськ — Київ:
- купейних — 2;
- плацкартних — 1.

Об'єднання і роз'єднання групи вагонів безпересадкового сполучення, а точніше  окремого потягу № 143/144, Харків — Санкт-Петербург відбувалося на станції Ніжин, а групи безпересадкових вагонів Дніпро — Санкт-Петербург на станції Київ-Пасажирський.
Під час літнього періоду 2016 року з потягом курсував один безпересадковий купейний вагон № 35 Одеса — Санкт-Петербург Одеської залізниці з потягом № 147/148 Одеса — Київ.
Крім того, з потягом до грудня 2015 року курсував один причіпний плацкартний нефірмовий вагон (№ 20) сполученням Солігорськ — Санкт-Петербург формування Білоруської залізниці, об'єднання і роз'єднання відбувалось по станції Могильов I.